# Som stormen river öppet hav
"Som stormen river öppet hav", skriven av Susanne Alfvengren (text) och Ulf Wahlberg (musik), är en balladlåt inspelad i duett av Susanne Alfvengren och Mikael Rickfors och släppt på singel 1986 som titelmelodi till den svenska filmen En film om kärlek som hade biopremiär 1987.
Singeln låg som högst på tredje plats på den svenska singellistan. Melodin låg på Svensktoppen i sammanlagt 29 veckor under perioden 25 januari-25 oktober 1987, med sex förstaplaceringar.

## Andra versioner
B-sidan, och titelmelodin som framförs i filmen, kallades "Om kärlek". Det är samma låt men musiken framförs på flygel av Staffan Scheja och refrängen har ett högre tempo.
Sången spelades 2002 in som cover av Jeanette Köhn och Loa Falkman på albumet Det vackraste  och 2005 av Munkarna på albumet 1:a kapitlet .
Låten finns även utgiven i en mängd versioner på olika språk, bland annat på japanska där låten år 2006 ingick i en musikal med den japanska gruppen Shonentai.

## Listplaceringar
| Lista (1987) | Topplacering |
| ------------ | ------------ |
| Sverige      | 3            |